# Ressons-l'Abbaye
Ressons-l'Abbaye era una comuna francesa situada en el departamento de Oise, de la región de Alta Francia, que el 1 de enero de 2017 pasó a ser una comuna delegada de la comuna nueva de La Drenne al fusionarse con las comunas de La Neuville-d'Aumont y Le Déluge.

## Demografía
| Gráfica de evolución demográfica de Ressons-l'Abbaye entre 1800 y 2014 |
|                                                                        |

Los datos demográficos contemplados en este gráfico de la comuna de Ressons-l'Abbaye se han cogido de 1800 a 1999 de la página francesa EHESS/Cassini, y los demás datos de la página del INSEE.